# Arimo
Arimo város az USA Idaho államában, Bannock megyében. Lakosainak száma 354 fő (2020. április 1.).

## Népesség
A település népességének változása:

| 2010 | 355 |
| 2020 | 354 |